# Stefan Gregory
Stefan Gregory ist ein australischer Komponist und Sounddesigner. Als Bühnenkomponist hat er u. a. mit der Sydney Theatre Company, der Bell Shakespeare Company, der Sydney Dance Company, der Akrobatik- und Theatercompanie Legs On The Wall und dem Hayloft Project zusammengearbeitet.

## Leben
Gregory wuchs im Hinterland von Sydney auf. Er studierte Mathematik an der Universität Sydney und schloss das Studium mit Bestnote ab. Nach einem längeren Aufenthalt im Silicon Valley kehrte er nach Australien zurück, studierte Jazz am Sydney Conservatorium of Music und konzentrierte sich auf die Musik anstatt auf die Mathematik.
Von 2004 bis 2009 spielte er Gitarre bzw. elektronische Orgel in der australischen Rockband Faker.
2011 schrieb er am Belvoir St Theatre in Sydney zum ersten Mal Bühnenmusik für Inszenierungen von Simon Stone, und zwar für Die Wildente,  Baal und die Komödie Neigbourhood Watch von Lally Katz. Daraus entwickelte sich eine kontinuierliche Zusammenarbeit zwischen Regisseur und Komponist. 2016 fand die Premiere von Garcia Lorcas Stück Yerma in einer Bearbeitung von Stone und mit der Musik von Gregory am Young Vic in London statt und wurde mit einem Olivier Award ausgezeichnet. Die Inszenierung ging dann an den Broadway, die geplante Aufführung an der Berliner Schaubühne wurde wegen Corona verschoben.
Simon Stones Debüt als Spielfilmregisseur von Die Ausgrabung war auch Gregorys Debüt als Filmkomponist. Ebenso komponierte er die Filmmusik für Mark Leonard Winters Spielfilmdebüt The Rooster.

## Auszeichnungen (Auswahl)
- 2013: Myer Creative Fellowship[7]
- 2018: Drama Desk Award, Outstanding Sound Design of a Play – Nominierung[8]
- 2019: Helpman Award, Best Sound Design[9]
- 2019: Sydney Theatre Awards, Best Original Score of a Mainstage Production[10]